# 1982-es MotoGP-világbajnokság
Az 1982-es gyorsaságimotoros-világbajnokság volt a MotoGP 34. szezonja. Az évad Argentínában kezdődött, és Németországban fejeződött be.
Az idény során az előző évekhez hasonlóan öt géposztályban versenyezhettek.

## Összefoglaló
A királykategóriában az olasz Franco Uncini szerezte meg első és egyben utolsó világbajnoki címét. Rajta kívül csak Freddie Spencer és Kenny Roberts tudott egynél több futamgyőzelmet szerezni.
Anton Mang két kategóriában, a 350-esben és a 250-esben is indult, és két teljesen eltérő szezont futott. A 350-eseknél mindössze egyetlen futamgyőzelmet szerzett (a francia Jean-François Baldé hármat), mégis ő lett a világbajnok, tizenhét ponttal megelőzve a belga Didier de Radiguèst és Baldét. A negyedlitereseknél ezzel szemben hiába végzett ötször is az élen, a szintén francia Jean-Louis Tournadre egy ponttal megelőzte.
A nyolcadlitereseknél Ángel Nieto hatalmas fölénnyel, hat győzelmet aratva szerezte meg tizenegyedik világbajnoki címét. A legkisebb, 50 köbcentiméteres géposztályban csak két ember, Eugenio Lazzarini és Stefan Dörflinger tudott futamot nyerni, kettejük közül végül Dörflinger végzett az élen.

## Versenynaptár
| #  | Verseny              | Helyszín     | 50 cm³ győztes    | 125 cm³ győztes    | 250 cm³ győztes      | 350 cm³ győztes     | 500 cm³ győztes   | Összefoglaló |
| -- | -------------------- | ------------ | ----------------- | ------------------ | -------------------- | ------------------- | ----------------- | ------------ |
| 1  | argentin nagydíj     | Buenos Aires |                   | Ángel Nieto        |                      | Carlos Lavado       | Kenny Roberts     | Összefoglaló |
| 2  | osztrák nagydíj      | Salzburgring |                   | Ángel Nieto        |                      | Eric Saul           | Franco Uncini     | Összefoglaló |
| 3  | francia nagydíj      | Nogaro       |                   | Jean-Claude Selini | Jean-Louis Tournadre | Jean-François Baldé | Michel Frutschi   | Összefoglaló |
| 4  | spanyol nagydíj      | Jarama       | Stefan Dörflinger | Ángel Nieto        | Carlos Lavado        |                     | Kenny Roberts     | Összefoglaló |
| 5  | nemzetek nagydíja    | Misano       | Stefan Dörflinger | Ángel Nieto        | Anton Mang           | Didier de Radiguès  | Franco Uncini     | Összefoglaló |
| 6  | Holland TT           | Assen        | Stefan Dörflinger | Ángel Nieto        | Anton Mang           | Jean-François Baldé | Franco Uncini     | Összefoglaló |
| 7  | belga nagydíj        | Spa          |                   | Ricardo Tormo      | Anton Mang           |                     | Freddie Spencer   | Összefoglaló |
| 8  | jugoszláv nagydíj    | Fiume        | Eugenio Lazzarini | Eugenio Lazzarini  | Didier de Radiguès   |                     | Franco Uncini     | Összefoglaló |
| 9  | brit nagydíj         | Silverstone  |                   | Ángel Nieto        | Martin Wimmer        | Jean-François Baldé | Franco Uncini     | Összefoglaló |
| 10 | svéd nagydíj         | Anderstorp   |                   | Ivan Palazzese     | Roland Freymond      |                     | Katajama Takazumi | Összefoglaló |
| 11 | finn nagydíj         | Imatra       |                   | Ivan Palazzese     | Christian Sarron     | Anton Mang          |                   | Összefoglaló |
| 12 | csehszlovák nagydíj  | Brno         |                   | Eugenio Lazzarini  | Carlos Lavado        | Didier de Radiguès  |                   | Összefoglaló |
| 13 | San Marinó-i nagydíj | Mugello      | Eugenio Lazzarini |                    | Anton Mang           |                     | Freddie Spencer   | Összefoglaló |
| 14 | német nagydíj        | Hockenheim   | Eugenio Lazzarini |                    | Anton Mang           | Manfred Herweh      | Randy Mamola      | Összefoglaló |

## Végeredmény

### 500 cm³
| Poz. | Versenyző         | #  | Ország                  | Motor    | Pont | Gy. | P-p. | L. k. |
| ---- | ----------------- | -- | ----------------------- | -------- | ---- | --- | ---- | ----- |
| 1    | Franco Uncini     | 4  | Olaszország             | Suzuki   | 103  | 5   | 1    | 1     |
| 2    | Graeme Crosby     | 5  | Új-Zéland               | Yamaha   | 76   |     | 1    | 1     |
| 3    | Freddie Spencer   | 12 | USA                     | Honda    | 72   | 2   | 4    | 4     |
| 4    | Kenny Roberts     | 3  | USA                     | Yamaha   | 68   | 2   | 3    | 2     |
| 5    | Barry Sheene      | 7  | Egyesült Királyság      | Yamaha   | 68   |     | 1    |       |
| 6    | Randy Mamola      | 2  | USA                     | Suzuki   | 65   | 1   |      | 1     |
| 7    | Katajama Takazumi | 15 | Japán                   | Honda    | 48   | 1   |      | 1     |
| 8    | Marco Lucchinelli | 1  | Olaszország             | Honda    | 43   |     |      | 1     |
| 9    | Kork Ballington   | 11 | Dél-afrikai Köztársaság | Kawasaki | 31   |     |      |       |
| 10   | Marc Fontan       | 9  | Franciaország           | Yamaha   | 29   |     |      |       |

### 350 cm³
| Poz. | Versenyző           | #  | Ország                  | Motor      | Pont | Gy. |
| ---- | ------------------- | -- | ----------------------- | ---------- | ---- | --- |
| 1    | Anton Mang          | 1  | NSZK                    | Kawasaki   | 81   | 1   |
| 2    | Didier de Radiguès  | 14 | Belgium                 | Chevallier | 64   | 2   |
| 3    | Jean-François Baldé | 3  | Franciaország           | Kawasaki   | 59   | 3   |
| 4    | Eric Saul           | 9  | Franciaország           | Chevallier | 52   | 1   |
| 5    | Carlos Lavado       | 5  | Venezuela               | Yamaha     | 36   | 1   |
| 6    | Alan North          | 11 | Dél-afrikai Köztársaság | Yamaha     | 31   | 0   |
| 7    | Jacques Cornu       | 8  | Svájc                   | Yamaha     | 31   | 0   |
| 8    | Christian Sarron    | 20 | Franciaország           | Yamaha     | 20   | 0   |
| 9    | Patrick Fernandez   | 5  | Franciaország           | Yamaha     | 21   | 0   |
| 10   | Gustav Reiner       | 15 | NSZK                    | Yamaha     | 19   | 0   |

### 250 cm³
| Poz. | Versenyző              | #  | Ország        | Motor     | Pont | Gy. |
| ---- | ---------------------- | -- | ------------- | --------- | ---- | --- |
| 1    | Jean-Louis Tournadre   | 7  | Franciaország | Yamaha    | 118  | 1   |
| 2    | Anton Mang             | 1  | NSZK          | Kawasaki  | 117  | 5   |
| 3    | Roland Freymond        | 3  | Svájc         | MBA       | 72   | 1   |
| 4    | Martin Wimmer          | 8  | NSZK          | Yamaha    | 48   | 1   |
| 5    | Carlos Lavado          | 4  | Venezuela     | Yamaha    | 39   | 2   |
| 6    | Didier de Radiguès     | 9  | Belgium       | Yamaha    | 38   | 1   |
| 7    | Paolo Ferretti         | 21 | Olaszország   | MBA       | 34   | 0   |
| 8    | Jean-Louis Guignabodet | 6  | Franciaország | Kawasaki  | 30   | 0   |
| 9    | Jeff Sayle             | 26 | Ausztrália    | Armstrong | 27   | 0   |
| 10   | Christian Sarron       | 22 | Franciaország | Yamaha    | 26   | 1   |

### 125 cm³
| Poz. | Versenyző             | #  | Ország        | Motor     | Pont | Gy. |
| ---- | --------------------- | -- | ------------- | --------- | ---- | --- |
| 1    | Angel Nieto           | 1  | Spanyolország | Garelli   | 111  | 6   |
| 2    | Eugenio Lazzarini     | 33 | Olaszország   | Garelli   | 95   | 2   |
| 3    | Ivan Palazzese        | 7  | Venezuela     | MBA       | 75   | 2   |
| 4    | Pier Paolo Bianchi    | 3  | Olaszország   | Sanvenero | 59   | 0   |
| 5    | Ricardo Tormo         | 8  | Spanyolország | Sanvenero | 58   | 1   |
| 6    | August Auinger        | 2  | Ausztria      | MBA       | 55   | 0   |
| 7    | Pier-Luigi Aldrovandi | 48 | Olaszország   | MBA       | 52   | 0   |
| 8    | Hans Müller           | 4  | Svájc         | MBA       | 49   | 0   |
| 9    | Jean-Claude Selini    | 9  | Franciaország | MBA       | 39   | 1   |
| 10   | Johnny Wickström      |    | Finnország    | MBA       | 33   | 0   |

### 50 cm³
| Poz. | Versenyző          | #  | Ország        | Motor      | Pont | Gy. |
| ---- | ------------------ | -- | ------------- | ---------- | ---- | --- |
| 1    | Stefan Dörflinger  | 3  | Svájc         | Kreidler   | 81   | 3   |
| 2    | Eugenio Lazzarini  | 16 | Olaszország   | Garelli    | 69   | 3   |
| 3    | Claudio Lusuardi   | 9  | Olaszország   | Villa      | 43   | 0   |
| 4    | Ricardo Tormo      | 1  | Spanyolország | Bultaco    | 40   | 0   |
| 5    | Giuseppe Ascareggi | 8  | Olaszország   | Minarelli  | 38   | 0   |
| 6    | Hans Hummel        | 4  | Ausztria      | Sachs      | 19   | 0   |
| 7    | Theo Timmer        | 5  | Hollandia     | Bultaco    | 15   | 0   |
| 8    | Massimo de Lorenzi |    | Olaszország   | Minarelli  | 14   | 0   |
| 9    | Hans Spaan         |    | Hollandia     | Kreidler   | 12   | 0   |
| 10   | Hagen Klein        | 5  | NSZK          | Massa-Real | 10   | 0   |